# Всесвітня конфедерація фізичної терапії

Логотип Всесвітньої конфедерації фізичної терапії

Всесвітня конфедерація фізичної терапії (англ. World Confederation for Physical Therapy) — міжнародна організація, що представляє фізичних терапевтів в усьому світі. Вона спрямована на просування професії та поліпшення глобальної системи охорони здоров'я.
У 1951 році у Копенгагені (Данія) було організовано Всесвітню конфедерацію фізичних терапевтів, яка на той час об’єднувала фахівців з таких країн: Австралія, Канада, Данія, Фінляндія, Велика Британія, Нова Зеландія, Норвегія, Південна Африка, Франція, Швеція та США. У 1953 році було проведено перший конгрес та обрано керівний апарат. Необхідно зазначити, що ця організація функціює й дотепер. Вона об'єднує представників 101 країни, зусиллями яких проведено 16 конгресів, співпрацює з іншими міжнародними організаціями (ВООЗ) та охоплює п'ять регіонів: Африка, Азія, Європа, Північна Америка, Південна Америка.
Існує відповідність між національним тлумаченням терміну «фізична реабілітація» та інтернаціональним тлумаченням терміну «фізична терапія» (physical therapy). Ці терміни мають дуже близьке змістове навантаження. Ключовими аспектами є, по-перше, спрямування професійної діяльності на функціональне відновлення (реабілітацію) хворих та неповносправних, і, по-друге, застосування однакових засобів і методів впливу, серед яких основними є фізичні вправи.
Конфедерація створена з метою розвитку фізичної терапії (реабілітації) як професії і покращення системи охорони здоров'я у всьому світі через запровадження високих стандартів досліджень у сфері фізичної терапії (реабілітації), освіти та практики; сприяння обміну інформацією між регіонами WCPT і організаціями-членами конфедерації та співпрацю з національними і міжнародними організаціями. WCPT пропонує цілий ряд документів і послуг, включаючи статути, інструкції, освітню підтримку, практичні матеріали, та електронні дискусійні форуми з різних питань.
Назва професії у країнах Європи, у яких існують відповідні професійні асоціації:
- Австрія: Physiotherapie
- Бельгія: Kinésithérapie
- Болгарія: Кинезитерапия
- Велика Британія: Physiotherapy
- Греція: Φυσικοθεραπεια
- Данія: Fysioterapi
- Естонія: Fysioteraapia
- Ісландія: Sjúkraþjálfun
- Ірландія: Physiotherapy (з 1991 р. існує також професія Physical Therapy)
- Іспанія: Fisioterapia
- Італія: Fisioterapia
- Латвія: Fizioterapija
- Ліхтенштейн: Physiotherapie
- Люксембург: Kinésithérapie
- Нідерланди: Fysiotherapie
- Німеччина: Physiotherapie
- Норвегія: Fysioterapi
- Польща: Fizjoterapia
- Португалія: Fisioterapia
- Румунія: Kinetoterapie
- Сербія: Физикална терапија, Fizikalna terapija
- Словенія: Fizioterapija
- Туреччина: Fizyoterapi
- Угорщина: Gyógytorna
- Україна: Фізична терапія
- Фінляндія: Fysioterapia
- Франція: Kinésithérapie
- Хорватія: Fizikalna terapija
- Чехія: Fyzioterapie
- Чорногорія: Fizikalna terapija
- Швейцарія: Physiotherapie
- Швеція: Sjukgymnastik

Фізіотерапія — 20 країн (Австрія, Велика Британія, Греція, Данія, Естонія, Ірландія, Іспанія, Італія, Латвія, Ліхтенштейн, Нідерладни, Німеччина, Норвегія, Польща, Португалія, Словенія, Туреччина, Фінляндія, Чехія, Швейцарія).

Кінезіотерапія — 5 країн (Бельгія, Болгарія, Люксембург, Румунія, Франція).

Фізична терапія — 4 країни (Сербія, Україна, Хорватія, Чорногорія).

Лікувальна гімнастика — 3 країни (Ісландія, Угорщина, Швеція).

## Підтримка України у зв'язку з російською агресією
Емма Стокс, президентка ВКФТ, зробила 28 лютого 2022 заяву на підтримку України:
|  | Всесвітня конфедерація засмучена й розсерджена нападом Росії на Україну. Наші думки разом з нашими колегами з України та з ширшої світової спільноти ФТ, зачепленої цими подіями. Ми будемо й надалі підтримувати наших колег і друзів з Української асоціації фізичної терапії і реабілітаційних працівників в Україні всіма можливими способами |

. На сайті ВКФТ вказано конкретні дії на підтримку реабілітаційних професій у зв'язку з війною.